# Tønder Kirkegård
Tønder Kirkegård er en kirkegård beliggende i den nordøstlige del af Tønder. Den ældste del af kirkegården blev taget i brug i 1814, hvor man før havde kirkegård ved Tønder Kristkirke. I dag findes der skovkirkegård og der har siden 1998 været et afsnit for muslimske begravelser.

## Kapel
Kirkegårdens kapel blev bygget i 1976.
I 2016 blev der i kapellet indrettet et rum, som muslimer kan benytte i forbindelse med rituelle afvaskninger ved et dødsfald. Tidligere måtte de benytte et dissektionslokale i kælderen på Tønder Sygehus. I januar 2020 kunne menighedsrådet i Tønder Sogn præsentere et færdiggjort renoveringsprojekt for kapellet efter tegninger af arkitekt Bruno Viuf Larsen. Her var toiletter, foyer, kistemodtagelse og kapelsal blevet moderniseret for to-tre millioner kroner.

## Kendte begravet på kirkegården
- Bent Bertramsen
- Søren Christensen
- Andreas Hojer
- Dyke Johannsen
- Laurids Rudebeck[6]

## Galleri
- Udsnit af lapidariet
- Urneskoven